# 캔트 (노선)

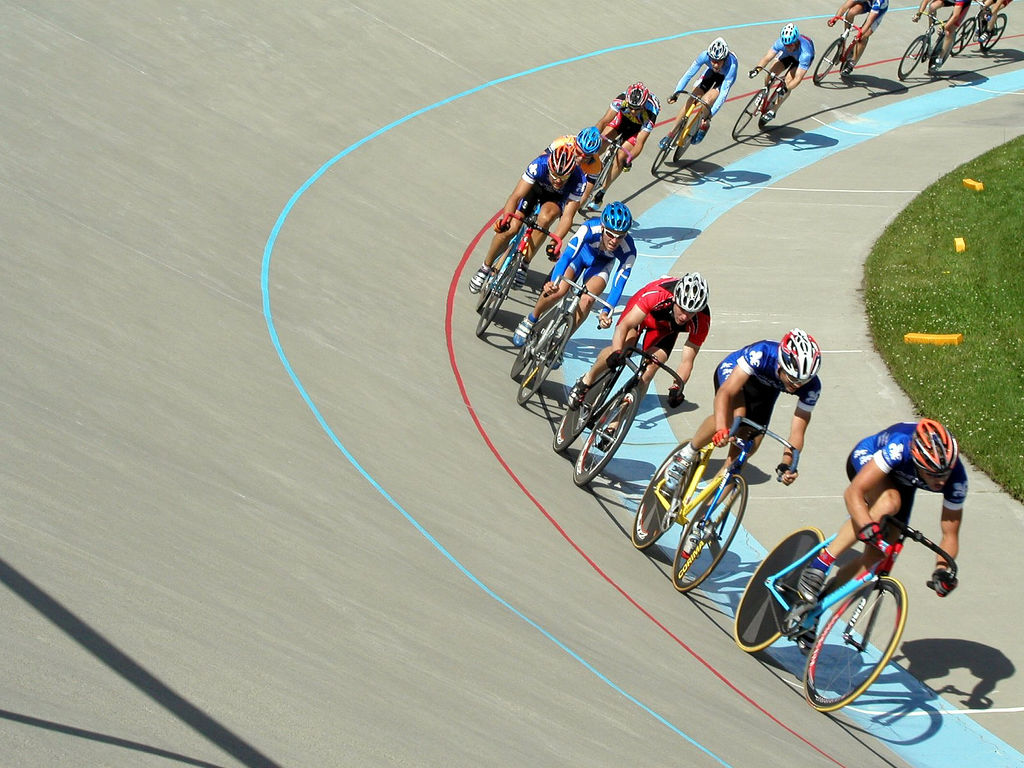
벨로드롬의 캔트

철도 트랙이나 도로의 캠버각의 캔트(cant)는 두 레일이나 모서리 사이의 고도의 변화 속도이다. 보통은 바깥쪽 레일을 안쪽 레일보다 더 높게 부설한다.

## 레일
철도에서 캔트는 열차가 커브 주변을 나아갈 수 있도록 도움을 주며 바퀴 테두리들이 레일을 계속 접촉할 수 있게 하고 마찰과 마모를 줄여주는 역할을 한다.

## 도로
토목공학에서 캔트는 횡단 물매(cross slope)나 캠버(camber)를 의미하는 경우가 많다. 빗물이 도로 표면에서 빠져나갈 수 있도록 돕는다.

## 같이 보기
- 캠버각
- 틸팅 열차

## 추가 문헌
- Bosworth, Brian; Sanders, Michael (2003). 《Destination Highways: Washington》. Vancouver, B.C.: Twisted Edge Publishing. ISBN 978-0968432815. — includes camber in evaluating engineering of roads, one of six numerical factors modeled to determine desirability for motorcycle touring